# Long jegan
Le long jegan (ou berawan oriental, long jegan berawan) est une langue austronésienne parlée en Malaisie, dans l'État de Sarawak. La langue appartient à la branche malayo-polynésienne des langues austronésiennes.

## Classification
Le long jegan est classé par Robert Blust dans les langues berawan, un sous-groupe des langues malayo-polynésiennes occidentales qui fait partie des langues sarawak du Nord. Ces dernières sont un des membres du groupe bornéo du Nord.
La langue est parlée sur le cours moyen de la rivière Baram, comme les autres parlers berawan, le batu belah et le long terawan.

## Vocabulaire
Exemples du vocabulaire de base du long jegan:
| français      | long jegan | Prononciation |
| ------------- | ---------- | ------------- |
| deux          | duββye     |               |
| cinq          | dimmye     |               |
| nuage         | gikaun     |               |
| jour          | ciw        |               |
| noix de betel | bungngiæ   |               |
| noix de coco  | boten      |               |
| barrière      | pagin      |               |
| feuille       | diaun      |               |

## Sources
- (en) Blust, Robert, Low Vowel Fronting in Northern Sarawak, Oceanic Linguistics, 39:2, pp. 285-319, 2000.
- (en) Blust, Robert, Òma Lóngh Historical Phonology, Oceanic Linguistics, 46:1, pp. 1-53, 2007.